# Modesto Soruco
Modesto Soruco Saucedo (San Ignacio de Velasco, 12 de fevereiro de 1966) é um ex-futebolista boliviano que atuava como meio-campista.
Jogou por onze anos no Blooming. Atuou também por San José, Independiente Petrolero e Aurora. Se aposentou em 2003, pelo Real Santa Cruz.
Esteve na Copa do Mundo FIFA de 1994, jogando uma partida (contra a Espanha). Participou também das Copas América de 1991 e 1993.